# Козья слобода (станция метро)

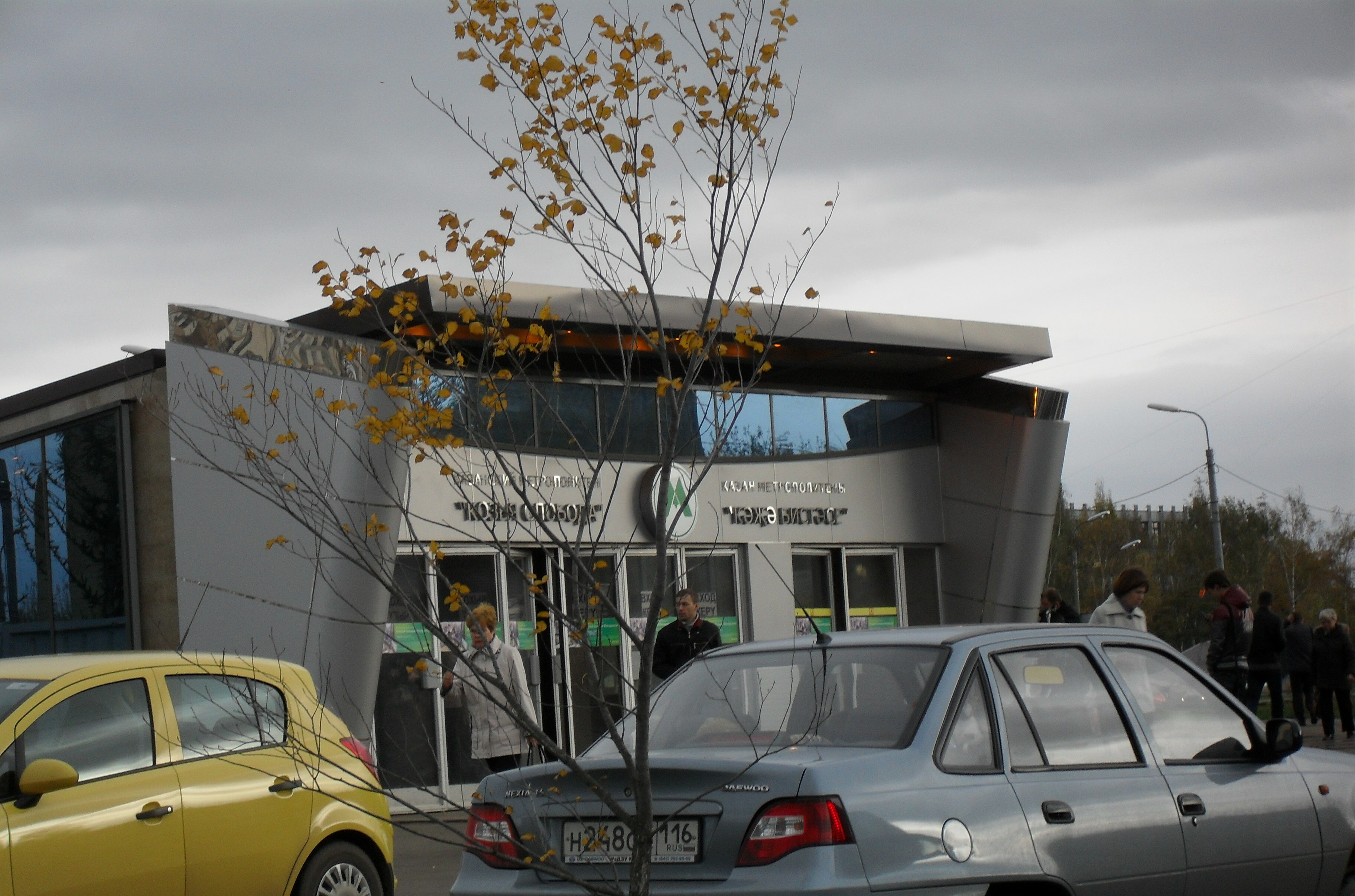
Вход на станцию

«Ко́зья слобода́» (тат. Кәҗә Бистәсе) — 7-я станция Казанского метрополитена, расположенная на первой линии между станциями «Кремлёвская» и «Яшьлек». Открыта 30 декабря 2010 года, в составе третьего пускового участка первой линии Казанского метрополитена «Кремлёвская — Козья слобода». Была конечной до продления линии 9 мая 2013 года.

## Описание
Расположена в заречной части города (после тоннельного пересечения реки Казанки) в Козьей слободе на пересечении улиц Декабристов, Ибрагимова, Чистопольская, Вахитова и в конце Красносельской улицы, к северу от станции «Кремлёвская».
Станция «Козья слобода» трёхпролётная колонная станция мелкого заложения из монолитного железобетона с двумя подземными вестибюлями с эскалаторами.
Интерьер станции выполнен в стиле хай-тек. Нелинейные колонны и элементы потолка, а также стены станции облицованы композитными, металлокерамическими и прочими современными отделочными материалами. В потолке станции были вмонтированы светильники. Со временем число задействованных сокращалось. С 2020 года работают только линейные светильники.
У станции открыты четыре выхода — первый ведёт к Энергетическому университету, второй (открылся 6 сентября 2011 года) — к улице Чистопольская. Третий и четвёртый выходы (из южного кассового вестибюля, открылись 22 сентября 2011 года) ведут к издательству, банку «Ак барс» и парку «Кырлай». 1-й и 2-й, а также 3-й и 4-й выходы соответственно являются подземными переходами через улицу Декабристов.

## Название
Первоначально планировавшиеся названия станции — «Ленинская», затем «Молодёжный центр» — утратили значение ввиду неактуальности. И Ленинский район города, и Молодёжный центр были упразднены.
После исследования вопроса городской комиссией по топонимике в 2005 году мэром Исхаковым для станции было утверждено название «Козья слобода» (по-татарски — «Кәҗә бистәсе»), которое соответствует исконному историческому городскому топониму данной местности и фигурирует в городской истории и легендах на протяжении столетий.
С начала 2009 года вокруг этого названия возникли разногласия. Причинами несогласия некоторые люди называли неблагозвучность и несовременность. При этом студенты расположенного рядом энергоуниверситета проводили митинги с требованием назвать станцию в честь своего учебного заведения. В результате давления разных социальных групп руководство города и республики выразило твёрдое намерение присвоить станции некое компромиссное название — «Заречье», которое, однако, было не менее спорным в связи с тем, что с таким названием у горожан однозначно ассоциируется совершенно другой исторический район города — Кировский.
Согласно древней легенде, в конце XVII века козы спасли Казань от чумы, и в честь этого была названа слобода; по другой версии название происходит от татарского слова Кизләү — родник.
В конце 2010 года с подачи Президента Татарстана Рустама Минниханова дискуссия возникла вновь. Мнения представителей власти, общественности и экспертов разделились. Президент объявил о намерении выбрать наименование на конкурсной основе и предложил звучное и распространённое в республике название «Ак Барс» (герб, самый крупный банк, хоккейная команда и т. п.), которое поспешили поддержать некоторые чиновники, а руководство МУП «Метроэлектротранс» старалось исполнить предложение президента, несмотря ни на что. Генеральный директор МУП Асфан Галявов сначала сказал следующее: «На мой взгляд, „Козья слобода“ не очень понятное название. Я даже рад, что станцию хотят переименовать. Название не подходит тому микрорайону, в котором находится. Мне кажется, мало кто помнит историческое название этой местности. По названию станций у меня много предложений. Там рядом находится „Ак Барс“ банк. Это хорошее название, звучное», а затем он же объявил, что вопрос решён и что станция будет названа так не в честь банка, а по символу республики.
В рамках конкурса вопрос активно обсуждался в СМИ и интернете, доводился горожанами в большом количестве обращений в аппараты мэрии и президента, а также был вынесен на несколько интернет-голосований, практически во всех из которых неизменно и со значительным большинством голосов отдавалось предпочтение историческому названию. На собственном сайте МУП «Метроэлектротранс» «Козья слобода» набрала 50,5 % голосов, в то время как «Ак Барс» — 0,5 %, после чего сначала модуль опроса на сайте был отключён, а затем оказался весь «Сайт временно закрыт по техническим причинам». Хотя результаты голосований были широко обнародованы печатной и электронной прессой, многие скептически предполагали, что «победит» название «Ак Барс».
В итоге, как стало известно из источников, близких к Казанскому Кремлю, президент решил прислушаться к общественному мнению горожан и порекомендовал мэру сделать выбор с учётом этого мнения, после чего мэрия и государственные СМИ сначала также опубликовали результаты голосований и решение конкурсной комиссии, а затем 26 ноября 2010 мэр Казани Ильсур Метшин выступил с телеобращением, в котором поблагодарил горожан за беспрецедентно активное участие в решении общественно значимого вопроса и объявил об окончательном решении назвать станцию «Козьей слободой».

## Строительство
Станцию «Козья слобода» начали сооружать на рубеже 2005 и 2006 годов. В связи с перебоями финансирования метростроя открытие станции неоднократно переносилось. До открытия метрополитена в 2005 году её планировалось сдать в эксплуатацию одновременно со станцией «Проспект Победы» (которая была открыта также с опозданием — в 2008 году). 6 августа 2009 года на станции «Кремлёвская» прошла торжественная сбойка второго, последнего тоннеля до станции «Козья слобода», после чего началось обустройство тоннелей и завершение строительства самой станции.

## Пуск
Станция была открыта 30 декабря 2010 года. Присутствовали президент Татарстана и мэр Казани. 27 декабря 2010 года прибыл пробный поезд от станции Кремлёвская.
«Козья слобода» была открыта в один день с 64-й станцией Петербургского метро «Обводный канал». С появлением станции пассажиропоток в Казанском метрополитене увеличился в 2,5 раза: с 45 000 до 105 000 пассажиров в день.

## Привязка общественного транспорта

### Автобус
| №   | Пересадки                               | Конечный пункт 1             | Конечный пункт 2           |
| --- | --------------------------------------- | ---------------------------- | -------------------------- |
| 15  | Кремлёвская                             | Улица Адоратского            | Комбинат «Здоровье»        |
| 22  | Горки Яшьлек                            | Травмпункт Кировского района | Жилой массив Ферма-2       |
| 28  | Яшьлек                                  | Улица Короленко              | ЦПКиО им. Горького         |
| 29  | Площадь Тукая Кремлёвская Яшьлек        | Улица Гудованцева            | Строительный институт      |
| 35  | Площадь Тукая Кремлёвская Яшьлек        | Улица Гаврилова              | кольцевой                  |
| 35а | Площадь Тукая Кремлёвская               | Авторынок                    | кольцевой                  |
| 47  | Горки Площадь Тукая Кремлёвская Яшьлек  | Улица Батыршина              | Деревня Универсиады        |
| 74  | Площадь Тукая Кремлёвская               | 10-й микрорайон              | Дворец водных видов спорта |
| 75  | Кремлёвская                             | Комбинат «Здоровье»          | Универсам № 2              |
| 89  | Яшьлек Северный вокзал Авиастроительная | Улица Академика Сахарова     | Улица Гудованцева          |

### Троллейбус
| № | Пересадки          | Конечный пункт 1 | Конечный пункт 2  |
| - | ------------------ | ---------------- | ----------------- |
| 1 |                    | Роддом № 1       | Горьковское шоссе |
| 2 | Кремлёвская Яшьлек | Площадь Тукая    | кольцевой         |